# أثينا أوناسيس روسيل
أثينا أوناسيس روسيل (بالفرنسية: Athina Onassis) (ولدت في 29 يناير 1985) في نويي-سور-سين، فرنسا، هي الفرنسية اليونانية الوريثة والسليلة الوحيدة الباقية على قيد الحياة، من عائلة قطب الشحن اليوناني أرسطو أوناسيس، والوريث الوحيد لأبنة أرسطو، كريستينا أوناسيس، والتي ورثت 55٪ من ثروته.